# 纳姆纳卡兰
纳姆纳卡兰（Namna Kalan），是印度恰蒂斯加尔邦Surguja县的一个城镇。总人口8914（2001年）。

## 人口
该地2001年总人口8914人，其中男性4594人，女性4320人；0—6岁人口1247人，其中男621人，女626人；识字率73.14%，其中男性为78.95%，女性为66.97%。